# Dennenfamilie
De dennenfamilie (Pinaceae) is een familie van coniferen van meer dan 200 soorten. Ze vormen bossen op het noordelijk halfrond. Deze kunnen zeer uitgestrekt zijn in de koele noordelijke streken, meer zuidelijk zijn ze beperkt tot de bergstreken. Tot de familie behoren onder andere  dennen, zilversparren, lariks en ceder. De bomen hebben verspreid staande naaldvormige schubben. Per schub zijn er twee zaden. Lariks en Pseudolarix laten jaarlijks de naalden vallen; de andere soorten zijn groenblijvend.
De naam pinetum wordt gebruikt voor een uitgebreide verzameling coniferen. De term is afgeleid van "Pinaceae" en "arboretum" (bomentuin).

## Taxonomie
Dennenfamilie en verwanten:
- orde coniferen, (Coniferales, Coniferae, Pinales)
  - apenboomfamilie (Araucariaceae)
  - knoptaxusfamilie (Cephalotaxaceae)
  - cipresfamilie (Cupressaceae)
  - dennenfamilie (Pinaceae)
    - geslacht zilverspar (Abies)
    - geslacht ceder (Cedrus)
    - geslacht den (Pinus)
    - geslacht Pseudotsuga
    - geslacht hemlockspar (Tsuga)
    - geslacht spar (Picea)
    - geslacht Pseudolarix
    -  geslacht lork, lariks (Larix)

  - familie: Podocarpaceae
  - familie: Sciadopityaceae
  -  taxusfamilie (Taxaceae)